# Linia kolejowa nr 48
Linia kolejowa nr 48 – linia kolejowa o długości 2,896 km, łącząca stację Podkowa Leśna Główna z przystankiem Milanówek Grudów. 
Linia jest jednotorowa i w całości zelektryfikowana.

## Historia
Linia powstała w 1936 roku. Była ona odgałęzieniem linii nr 47 tworzącym miejski odcinek Warszawskiej Kolei Dojazdowej w Milanówku. Swój początek miała na stacji Podkowa Leśna Główna, a kończyła się na stacji Milanówek WKD znajdującej się przy dworcu kolejowym PKP.
Z powodu zmiany taboru WKD w latach 1971–1972 zlikwidowany został odcinek od stacji Milanówek WKD do przystanku Milanówek Graniczna, gdyż nowe jednostki (EN94) wymagały większego promienia łuku i niemożliwy był ich dojazd do stacji końcowej w Milanówku.
W 1995 roku wskutek nasilającego się ruchu samochodowego zamknięto odcinek linii od przystanku Milanówek Graniczna do przystanku Milanówek Grudów.

## Stan techniczny
Prędkość konstrukcyjna na linii wynosi 60 km/h Ze względu na pogarszający się stan techniczny w ostatnich latach obniżono prędkość szlakową z 50 km/h do 40 km/h. W 2016 roku ogłoszono przetarg na modernizację toru nr 1 linii kolejowej nr 47 na odcinku Komorów - Podkowa Leśna Główna połączony z modernizacją toru 1M na linii kolejowej nr 48. W wyniku tych prac przywrócona została prędkość konstrukcyjna na torze 1M - 60 km/h

## Przewoźnicy

### Warszawska Kolej Dojazdowa
Warszawska Kolej Dojazdowa jest jedynym przewoźnikiem obsługującym linię. Tabor jeżdżący linią to elektryczne zespoły trakcyjne EN95, EN97 i EN100.
Połączenia bezpośrednie przechodzące, zaczynające lub kończące się na linii:
- Milanówek Grudów – Warszawa Śródmieście WKD
- Warszawa Śródmieście WKD – Milanówek Grudów
- Podkowa Leśna Główna – Milanówek Grudów

## Czas jazdy
Czas jazdy pociągami osobowymi Warszawskiej Kolei Dojazdowej pomiędzy poszczególnymi stacjami:
| Odcinek                                        | Czas jazdy |
| ---------------------------------------------- | ---------- |
| Podkowa Leśna Główna – Podkowa Leśna Zachodnia | 4/5 min.   |
| Podkowa Leśna Zachodnia – Polesie              | 3 min.     |
| Polesie – Milanówek Grudów                     | 2 min.     |

## Stacje i przystanki na linii
- Podkowa Leśna Główna – stacja początkowa linii. Przez stację przechodzi również linia kolejowa nr 47.
- Podkowa Leśna Zachodnia – przystanek osobowy. Jeden jego peron obsługuje linię nr 47, a drugi linię nr 48.
- Polesie – przystanek osobowy.
- Milanówek Grudów - przystanek końcowy linii.